# Off the Ground
Off the Ground (deutsch „In Gang kommen“ [sinngemäß]) ist das zehnte Soloalbum von Paul McCartney. Gleichzeitig ist es einschließlich der Wings-Alben, der klassischen Alben, der Livealben und Kompilationsalben das 24. Album von Paul McCartney nach der Auflösung der Band The Beatles. Es wurde am 1. Februar 1993 in Großbritannien und am 9. Februar 1993 in den USA veröffentlicht.

## Entstehung

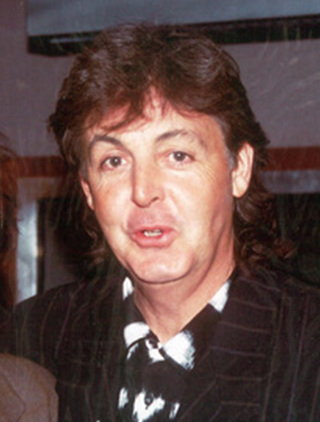
Paul McCartney, September 1993

Während der Aufnahmen zu seinem Soloalbum Flowers in the Dirt hatte McCartney eine Begleitband mit seiner Frau Linda sowie den Musikern Hamish Stuart, Robbie McIntosh, Paul „Wix“ Wickens und Chris Whitten zusammengestellt, mit der er von September 1989 bis Juli 1990 auf Welttournee ging. Es folgte vom Mai bis Juli 1991 mit neuem Schlagzeuger – Chris Whitten wurde durch Blair Cunningham ersetzt – eine kleine Unplugged-Tour im Rahmen der Veröffentlichung eines Unplugged-Albums, das aus einem Auftritt von McCartney und Band bei MTV Unplugged entstanden war.
McCartney plante nun, „die einzigartige Chemie der Band […] im Studio ein[zu]fangen“. McCartney sagte: „Das war die Idee: ein einfaches kleines Bandalbum zu machen, anstatt irgendetwas sehr Produziertes oder Kompliziertes. Als ich anfing, dieses Album zu machen, dachte ich, dass es vielleicht gut wäre, etwas weniger lässig zu sein und sicherzustellen, dass ich meine Hausaufgaben gemacht habe, dass ich alle Wörter in den Songs mag. Also bat ich einen Freund von mir, einen Dichter namens Adrian Mitchell, die Texte durchzusehen, als wäre er ein Englischlehrer.“
Die Band begab sich vom 25. November bis zum 6. Dezember 1991 für Probeaufnahmen ins Studio, bei denen die Backing-Tracks für Biker Like An Icon und Peace In The Neighbourhood aufgenommen wurden. McCartney zu dem Zeitpunkt 25 Demos vorbereitet. Weiterhin wählte er aus den Aufnahmesessions mit Elvis Costello aus den Jahren 1987 und 1988 die Lieder Mistress and Maid und The Lovers That Never Were für sein neues Album aus. Die Titel spielte Paul McCartney im Gegensatz zu Flowers in the Dirt mit seiner Gruppe direkt im Studio ein, verwendete also keine Studiomusiker und keine Overdubs. Für die Produktion war nur Paul McCartney und Julian Mendelsohn verantwortlich, ebenfalls im Gegensatz zum Vorgängeralbum, wo neun Produzenten in sieben Studios am Album arbeiteten. Weitere Aufnahmen für das Album fanden dann vom Januar bis zum Juli 1992 statt, wobei die Musiker montags bis freitags von 12 bis 8 Uhr arbeiteten. Die aufwendigste Produktion war C’Mon People, das ein 43-teiliges Orchesterarrangement hatte, das von George Martin geschrieben und dirigiert wurde
Am 3. September 1992 wurden noch die Lieder Calico Skies und Great Day mit George Martin als Produzent aufgenommen, die aber erst für das Album Flaming Pie verwendet wurden. Im Oktober wurde das Album Off the Ground fertiggestellt und am 12. Dezember 1992 in den Abbey Road Studios gemastert.
Eine weitere nicht veröffentlichte Komposition, von Paul McCartney und Hamish Stuart, ist das Lied Is it Raining in London?, am 15. Dezember 1992 erfolgen in den Abbey Road Studios die orchestralen Overdub Sessions unter der Leitung von Angelo Badalamenti.
Insgesamt entstanden 24 Lieder, von denen zwölf für das Album ausgewählt wurden. Weitere Lieder wurden für B-Seiten verwendet, die dann auch auf dem Album Off the Ground: The Complete Works enthalten waren. McCartney-Biograf Carlin, der die meisten Titel als uninspiriert und „nach Schema F“ kritisierte, schrieb: „Vielleicht hatte er [McCartney] sich einfach zu sehr gefordert, vielleicht konnte seine Muse mit seinem Bedürfnis, neue Produkte auf den Markt zu bringen, nicht mehr Schritt halten.“ Für Werbezwecke des Albums wurde für den Musikfernsehsender MTV am 10. und 11. Dezember 1992 ein Konzert im New Yorker Ed Sullivan Theatre produziert.
Zum Albumtitel sagte McCartney: „Ich sprach zufällig mit meiner Tochter, die in London arbeitete, und sie sagte: 'Was hast du heute gemacht, Papa?' Und ich sagte: 'Nun, wir haben diesen Song gemacht', und erklärte, wie ich es gemacht habe. Und sie sagte: 'Wie heißt es?' Und ich sagte: 'Off The Ground'. Sie sagte: 'Oh, das ist ein großartiger Albumtitel.' Dann dachte ich: 'Ja, daran habe ich nie gedacht.'“
Als Vorauskopplung des Albums wurde am 28. Dezember 1992 die Single Hope of Deliverance veröffentlicht. Paul McCartney trat am 23. Januar 1993 in der deutschen Unterhaltungs-Show Wetten, dass..? auf und brachte mit Vollplayback seine neue Single dar.
Off the Ground erschien kurz vor McCartneys neuer Welttournee am 2. bzw. 9. Februar 1993, schon am 18. Februar 1993 begann McCartneys The New World Tour mit dem ersten Konzert in Mailand.
Hope of Deliverance und das Album Off the Ground waren in Deutschland kommerziell erfolgreich, hingegen war Off the Ground das sechste Studioalbum in Folge, das nicht die Top Ten der US-amerikanischen Billboard 200 erreichen konnte.

## Covergestaltung
Das Albumcover zeigt eine weite Ebene mit hohem blauem Himmel, in den die Beine der Bandmitglieder ragen. Das Foto stammt von Clive Arrowsmith. Der CD liegt ein 28-seitiges bebildertes Begleitheft bei, das Information zum Album und die Liedtexte sowie Collagen von Eduardo Paolozzi enthält. Das Vinyl-Album hat ein Klappcover.

## Titelliste
CD
Die Lieder wurden von Paul McCartney geschrieben; Mistress and Maid und The Lovers That Never Were entstanden zusammen mit Elvis Costello.
1. Off the Ground – 3:40
2. Looking for Changes – 2:47
3. Hope of Deliverance – 3:22
4. Mistress and Maid – 3:00
5. I Owe It All to You – 4:51
6. Biker Like an Icon – 3:26
7. Peace in the Neighbourhood – 5:06
8. Golden Earth Girl – 3:45
9. The Lovers That Never Were – 3:43
10. Get Out of My Way – 3:32
11. Winedark Open Sea – 5:27
12. C’Mon People – 7:42

Cosmically Conscious (ein Ausschnitt des Liedes als sogenannter Hidden Track) – 1:44
iTunes Bonus-Titel (2007)
I Can’t Imagine – 4:37

## Off the Ground: The Complete Works
Die Sonderedition erschien am 1. Dezember 1993 in Großbritannien. Die Zusammenstellung umfasst nicht die Neuabmischungen von Off the Ground und die beiden Versionen des Liedes Deliverance. Der Doppel-CD liegt ein 16-seitiges bebildertes Begleitheft bei, das Information zum Album enthält. Das Coverbild wurde neu gestaltet.
CD 1
Die handelsübliche CD (siehe oben)
CD 2
1. Long Leather Coat (McCartney/McCartney) – 3:35
2. Keep Coming Back To Love (McCartney/Stuart) – 5:00
3. Sweet Sweet Memories – 4:03
4. Things We Said Today (Lennon/McCartney) – 3:45
5. Midnight Special (Arranged by Led Better/Lomax) – 4:55
6. Style Style – 6:00
7. I Can’t Imagine – 4:37
8. Cosmically Conscious – 4:41
9. Kicked Around No More – 5:24
10. Big Boys Bickering – 3:20
11. Down To The River – 3:31
12. Soggy Noodle – 0:28

## Informationen zu einzelnen Liedern
- Looking For Changes war ein Lied für Tierrechte, dieses Thema wurde auch im Text von Long Leather Coat, einer B-Seite der Single Hope Of Deliverance, verwendet.
- C’Mon People bezog Stellung gegen die Politik der letzten Jahre, dieses Thema wurde auf der B-Seite Big Boys Bickering verwendet.
- In Golden Earth Girl, vor allem eine Liebeserklärung an Linda McCartney (von Paul McCartney bildhaft charakterisiert als „Good clear water, friend of wilderness“),[5] spielten Gordon Hunt Oboe und Susan Milan Flöte.
- Cosmically Conscious wurde 1968 in Indien geschrieben.
- The Midnight Horns spielten die Blasinstrumente für Get Out of My Way ein.
- In Quellen wird erwähnt, dass weitere, teilweise bisher unveröffentlichte, Demo-Lieder existieren: Magic Lamp, In Liverpool (auch enthalten auf der Videoveröffentlichung von Paul McCartney’s Liverpool Oratorio), Wedding Invitation, Hurricane Bob, Wish You Were Mine, If You Say No, Simple Song, On a Pedastal und Beautiful Night (wurde für das Album Flaming Pie verwendet). Es ist aber nicht nachweisbar, dass diese Lieder existent sind.

## Wiederveröffentlichungen
- Im Mai 2007 wurde das Album im Download-Format veröffentlicht.
- Am 21. Januar 2014 wurde das Album bei der Tonträgergesellschaft Hear Music / Universal Music Group wiederveröffentlicht, laut Begleittext auf der Internetseite wurde das Album remastert.[6]

## Single-Auskopplungen

### Hope of Deliverance
Am 28. Dezember 1992 erschien in Großbritannien die in Hogg Hill Mill (Sussex) aufgenommene Single Hope of Deliverance / Long Leather Coat, deren B-Seite während der Sessions zum Album Off the Ground aufgenommen wurde. In den USA wurde die Single am 23. Januar 1993 veröffentlicht, sie war dort lediglich als Musikkassette erhältlich. Weiterhin wurde eine 5″-CD-Single und eine 12″-Vinyl-Maxisingle mit folgenden Liedern veröffentlicht: Hope of Deliverance / Big Boy Bickering / Long Leather Coat / Kicked Around No More.
In Deutschland erreichte Hope of Deliverance („Hoffnung auf Erlösung“) Rang drei der Singlecharts und platzierte sich elf Wochen in den Top 10 sowie 27 Wochen in den Top 100. Es wurde bis zur Veröffentlichung von FourFiveSeconds im Jahr 2015 der letzte Top-10-Hit McCartneys in Deutschland. In den deutschen Airplaycharts konnte sich Hope of Deliverance neun Wochen an der Chartspitze platzieren.
In den Vereinigten Staaten wurden 5″-CD-Promotionsingles mit dem Lied Hope of Deliverance hergestellt.
Das von Paul McCartney auf dem Dachboden seines Hauses komponierte Lied Hope of Deliverance beruht auf einem Rumba-Rhythmus, der von zwei Rhythmus-Gitarren dargeboten wird, wobei McCartney eine zwölfsaitige Westerngitarre mit Kapodaster im fünften Bund spielt. Zudem erklingt ein zweistimmiges E-Gitarren-Solo.

### Deliverance
Am 18. Januar 1993 wurde in Großbritannien und in Deutschland die 12″-Vinyl-Maxisingle / 5″-CD-Single Deliverance / Deliverance (Dub Mix) / Hope of Deliverance veröffentlicht. Das Lied Deliverance („Erlösung“) enthält Segmente von Liedern des Albums Off the Ground, die im Dezember 1992 zu einem neuen Lied von Steve Anderson zusammengemischt worden sind.
In Großbritannien wurde eine 12″-Vinyl-Promotion-Single veröffentlicht mit den Liedern Deliverance / Deliverance (Dub Mix).

### C’Mon People
Als reguläre zweite Single erschien am 22. Februar 1993 in Europa C’Mon People / I Can’t Imagine, die B-Seite wurde während der Sessions zum Album Off the Ground aufgenommen. Die 5″-CD-Single beinhaltet folgende Lieder: C’mon People / I Can’t Imagine / Keep Coming Back to Love / Down to the River. In Großbritannien erschien noch eine weitere 5″-CD-Single: C’Mon People / Deliverance / Deliverance (Dub Mix).
In den USA wurde am 20. Juli 1993 die 5″-CD-Single C’Mon People / I Can’t Imagine / Keep Coming Back to Love / Down to the River veröffentlicht und war dort die dritte Single, in den USA erschien als zweite Single Off the Ground. Am 27. Juli 1993 wurde in den USA die 7″-Vinyl-Single C’mon People / Down to the River auf weißem Vinyl veröffentlicht.
In den USA wurden 5″-CD-Promotionsingles mit dem Lied C’Mon People hergestellt.

### Off the Ground
Als dritte Single wurde am 1. September 1993 in Kontinentaleuropa die 5″-CD-Single Off the Ground / Cosmically Conscious / Style Style / Sweet Sweet Memories / Soggy Noodle veröffentlicht.
In den USA erschien am 27. April 1993 als zweite Single die 7″-Vinyl-Single Off the Ground / Cosmically Conscious auf weißem und schwarzem Vinyl sowie als Musikkassette und als 5″-CD-Single: Off the Ground / Cosmically Conscious / Style Style / Sweet Sweet Memories / Soggy Noodle.
In den USA wurden drei 5″-CD-Promotionsingles mit neuen Abmischungen mit dem Lied Off the Ground hergestellt:
- Off the Ground (Bob Clearmountain Mix)[28]
- Off the Ground (Keith Cohen Remix) – mit neu eingespielten Overdubs[29]
- Off the Ground (AC Edit; Keith Cohen Remix)[30]

### Biker Like an Icon
In den USA erschien am 20. April 1993 eine 7″-Vinyl-Jukebox-Single Biker Like an Icon / Things We Said Today (Live) auf weißem Vinyl, sowie auf schwarzem Vinyl.
Ursprünglich war es geplant, Biker Like an Icon in Großbritannien am 26. April 1993 als dritte Single zu veröffentlichen; es wurden 5″-CD-Promotionsingles mit den Liedern Biker Like an Icon / Things We Said Today (Live) / Mean Woman Blues (Live) / Midnight Special (Live) an Radiostationen verteilt. Die drei Live-Aufnahmen sind unveröffentlichte Lieder vom Album Unplugged (The Official Bootleg). Die Single wurde aber in Großbritannien nicht realisiert.
In Deutschland und anderen Ländern von Kontinentaleuropa wurde als vierte Single am 8. November 1993 die 5″-CD-Single Biker Like an Icon / Midnight Special (Live) / Things We Said Today (Live) / Biker Like an Icon (Live) veröffentlicht.
In den Niederlanden erschien am 8. November 1993 die 5″-CD-Single Biker Like an Icon / Biker Like an Icon (Live).
In Kontinentaleuropa wurde die Single zu Werbezwecken für das Live-Album Paul Is Live veröffentlicht, so stammt auch die Liveversion von Biker Like an Icon von diesem Album. In Spanien wurde eine 7″-Vinyl-Promotionsingle hergestellt, die auf beiden Seiten die Studioversion von Biker Like an Icon enthält.

### Musikvideos
Musikvideos wurden zu den Single-A-Seiten gedreht.

## Kritik
allmusic gab dem Album zwei von fünf Sternen und nannte es „ernsthaft“ sowie „glatt und direkt“, wo frühere Soloalben eher diffus und abschweifend waren. Dennoch sei es weniger als die Summe seiner Teile, da die Ernsthaftigkeit einstudiert und das Album als Ganzes eher langweilig wirke. Der Rolling Stone nannte das Album zwar auch langsam („slow-moving“), lobte jedoch einige Lieder und vor allem den optimistischen Grundton des Albums. Insgesamt gesehen sei Off the Ground zwar erfreulich, erscheine jedoch wie ein Soufflé, das nicht so sehr aufgeht, wie der Bäcker es sich vorgestellt hat.

## Kommerzieller Erfolg

### Chartplatzierungen

#### Album
Das Album erreichte Platz 5 in den niederländischen Charts, Platz 10 in den schwedischen Charts, Platz 2 in den norwegischen Charts, Platz 4 in den neuseeländischen Charts und Platz 8 in den australischen Charts.
| ChartsChartplatzierungen       | Höchstplatzierung | Wochen |
| ------------------------------ | ----------------- | ------ |
| Deutschland (GfK)              | 2 (37 Wo.)        | 37     |
| Österreich (Ö3)                | 4 (16 Wo.)        | 16     |
| Schweiz (IFPI)                 | 5 (16 Wo.)        | 16     |
| Vereinigte Staaten (Billboard) | 17 (20 Wo.)       | 20     |
| Vereinigtes Königreich (OCC)   | 5 (4 Wo.)         | 4      |

| ChartsJahrescharts (1993) | Platzierung |
| ------------------------- | ----------- |
| Deutschland (GfK)         | 8           |
| Österreich (Ö3)           | 23          |
| Schweiz (IFPI)            | 35          |

#### Singles
| Jahr | Titel               | Höchstplatzierung, Gesamtwochen, AuszeichnungChartplatzierungen (Jahr, Titel, , Platzierungen, Wochen, Auszeichnungen, Anmerkungen) | Höchstplatzierung, Gesamtwochen, AuszeichnungChartplatzierungen (Jahr, Titel, , Platzierungen, Wochen, Auszeichnungen, Anmerkungen) | Höchstplatzierung, Gesamtwochen, AuszeichnungChartplatzierungen (Jahr, Titel, , Platzierungen, Wochen, Auszeichnungen, Anmerkungen) | Höchstplatzierung, Gesamtwochen, AuszeichnungChartplatzierungen (Jahr, Titel, , Platzierungen, Wochen, Auszeichnungen, Anmerkungen) | Höchstplatzierung, Gesamtwochen, AuszeichnungChartplatzierungen (Jahr, Titel, , Platzierungen, Wochen, Auszeichnungen, Anmerkungen) | Anmerkungen                             |
| Jahr | Titel               | DE | AT | CH | UK | US | Anmerkungen                             |
| ---- | ------------------- | --- | --- | --- | --- | --- | --------------------------------------- |
| 1992 | Hope of Deliverance | DE3 Gold · (27 Wo.)DE | AT4 (13 Wo.)AT | CH5 (27 Wo.)CH | UK18 (6 Wo.)UK | US83 (6 Wo.)US | Erstveröffentlichung: 28. Dezember 1992 |
| 1993 | C’Mon People        | DE41 (10 Wo.)DE | — | — | UK41 (3 Wo.)UK | — | Erstveröffentlichung: 22. Februar 1993  |
| 1993 | Off the Ground      | DE54 (11 Wo.)DE | — | — | — | — | Erstveröffentlichung: 21. März 1993     |
| 1993 | Biker Like an Icon  | DE62 (5 Wo.)DE | — | — | — | — |                                         |

### Auszeichnungen für Musikverkäufe
| Land/Region                  | Auszeichnungen für Musikverkäufe (Land/Region, Auszeichnung, Verkäufe) | Verkäufe  |
| ---------------------------- | ---------------------------------------------------------------------- | --------- |
| Australien (ARIA)            | Gold                                                                   | 35.000    |
| Deutschland (BVMI)           | Platin                                                                 | (500.000) |
| Europa (IFPI)                | Platin                                                                 | 1.000.000 |
| Frankreich (SNEP)            | Gold                                                                   | (100.000) |
| Japan (RIAJ)                 | Gold                                                                   | 100.000   |
| Kanada (MC)                  | Gold                                                                   | 50.000    |
| Mexiko (AMPROFON)            | Platin                                                                 | 250.000   |
| Schweiz (IFPI)               | Gold                                                                   | (25.000)  |
| Spanien (Promusicae)         | Platin                                                                 | (100.000) |
| Vereinigte Staaten (RIAA)    | Gold                                                                   | 500.000   |
| Vereinigtes Königreich (BPI) | Silber                                                                 | (60.000)  |
| Insgesamt                    | 1× Silber · 7× Gold · 4× Platin ·                                      | 1.935.000 |

Hauptartikel: Paul McCartney/Auszeichnungen für Musikverkäufe

## Videoveröffentlichungen
Die Videodokumentation Movin‘ On wurde am 29. September 1993 auf VHS-Kassette veröffentlicht. Eine DVD-Version erschien bisher nicht. Die Dokumentation enthält Interviews, Musikvideos und deren Dreharbeiten zu Off the Ground, Produzent des Videos war Audrey Powell. Weiterhin werden die Orchesteraufnahmen am 15. Dezember 1992 in den Abbey Road Studios zum bisher unveröffentlichten Lied Is it Raining in London? unter der Leitung von Angelo Badalamenti gezeigt. Der Video wurde am 18. April 1993 im britischen Fernsehern gesendet.